# Monte Hellman
Monte Hellman (n. 12 iulie 1932, New York City, New York, SUA – d. 20 aprilie 2021, California, SUA) a fost un regizor, producător și editor de film american.

## Filmografie selectivă
- 1964 Ușa din spate spre Iad (Back Door to Hell)